# Зелений (Канаський район)
Зеле́ний (рос. Зелёный, чув. Зелёный) — селище у складі Канаського району Чувашії, Росія. Входить до складу Малобікшихського сільського поселення.
Населення — 87 осіб (2010; 114 у 2002).
Національний склад:
- чуваші — 81 %